# Discomiosis anfractilinea
Discomiosis anfractilinea là một loài bướm đêm trong họ Geometridae.